# خود و آنچه ازوست
کتاب خود و آنچه ازوست (به آلمانی: Der Einzige und sein Eigentum)(به انگلیسی: the Ego and his own) نوشته ماکس اشتیرنر فیلسوف و نویسنده آنارشیست فردگرای آلمانی‌ست. او در این کتاب به مسئلهٔ فردیت و اگوئیسم می‌پردازد. این کتاب در سال ۱۸۴۵ منتشر شد. در این کتاب اشتیرنر از دیدگاهی رادیکال و فردگرایانه و ضد اقتدارگرایانه جامعه معاصر پروس و جامعه مدرن غرب را مورد نقد قرار می‌دهد. او رویکردی را به هستی انسان پیشنهاد می‌کند که در آن او خود را به عنوان "فرد یکتا"، یک "هیچِ آفریننده" که زبان در توصیف کامل او ناتوان است، معرفی می‌کند و می گوید که "اگر من خود را به خود، این یگانه، مشغول سازم؛ آنوقت دغدغه ی من بر آفریننده ی گذرا و میرای آن استوار خواهد بود؛ کسی که خود را مصرف می کند و می توانم بگویم: همه چیز برای من هیچ است."

اشتیرنر در کتاب خود عنوان می‌کند که تمام مذاهب و ایدئولوژیها بر روی مفاهیمی پوچ استوارند. این ادعا در مورد نهادهای اجتماع که توانایی اعمال قدرت را بر روی شخص دارند نظیر حکومت، کلیسا، سیستم قانون‌گذاری و آموزشی نیز صدق می‌کند. اشتیرنر معاصرین خود نظیر لودویگ فویرباخ و برونو باوئر و ایدئولوژیهای مطرح در زمان خود را نظیر مذهب، لیبرالیسم، اومانیسم، ملی گرایی، سرمایه داری، سوسیالیسم، کمونیسم و دولت گرایی مورد نقد قرار می‌دهد. از نظر او اومانیسم با مطرح کردن انسان به عنوان موجود متعالی رویکردی مشابه مذهب دارد؛ همینطور ناسیونالیسم، سرمایه داری، مذهب و دولتمداری:
همچنان که خود را به‌عنوان ذهن در پس چیزها می یابم، پس از مدتی خویش را نیز در پس اندیشه ها به‌عنوان آفریننده و مالکشان خواهم یافت. در دوره ی ارواح، اندیشه ها تا حدی رشد کردند که سرم از آن‌ها انباشته شد. اندیشه هایی که هنوز فرزندان من بودند. آن‌ها در اطراف من پرسه می زدند و همچون توهماتِ انسانِ تبدارْ مرا با قدرتی مخوف می لرزاندند. این اندیشه ها اگر هم جسمانی بشوند چیزی جز اشباح نیستند، مثل خدا، امپراتور، سرزمینِ پدری و از این دست. اگر من جسمانیتِ آن‌ها را نابود کنم، آنگاه من آن‌ها را به درونِ قلمروام برگردانده و میگویم: «تنها منْ جسمانی ام.» من جهان را آن‌گونه که برای من هست، از آن ِ خودم و به‌عنوانِ دارایی ام در نظر می گیرم. من همه را به خود ارجاع می دهم.
این کتاب توسط نیما حیاتی مهر ترجمه شده و توسط نشر شدت به انتشار رسیده است.